# Horniella dao
Horniella dao (лат.) — вид мелких коротконадкрылых жуков рода Horniella из подсемейства ощупники (Pselaphinae, Staphylinidae). Юго-Восточная Азия.
Название «dao» происходит от китайского понятия «Дао» (Dao или Tao), означающего «путь», «курс» или «маршрут». Типовая местность Цинчэн-Шань (Qingcheng Shan) — одна из самых известных даосских гор Китая.

## Распространение
Юго-Восточная Азия: Китай (Guangxi, Guizhou).

## Описание
Длина тела около 4 мм (3,77 мм у самцов), красновато-коричневого цвета. Сходен с видом H. centralis.
Переднеспинка с антебазальной бороздкой, соединяющей срединную и латеральную антебазальные ямки. Усики 11-члениковые, булава состоит из 3 апикальных сегментов. Ноги тонкие и длинные; бёдра утолщённые. Вид был впервые описан в 2014 году китайскими энтомологами (Zi-Wei Yin и Li-Zhen Li) по материалам из Китая. Включён в видовую группу H. centralis group.